# Vlag van Wervershoof

Vlag van de gemeente Wervershoof (1985-2011)

De vlag van Wervershoof is per 23 mei 1985 bij raadsbesluit vastgesteld als gemeentelijke vlag van de voormalige Noord-Hollandse gemeente Wervershoof. De vlag kan als volgt worden beschreven:
Zeven banen van wit, rood, wit, rood, groen, rood en groen, met een hoogteverhouding van 5:1:1:1:1:1:5.
De kleuren van de vlag zijn ontleend aan het gemeentewapen. De drie wortels in het wapen worden weergegeven met drie rode banen, terwijl men in die banen ook de plaatsen Wervershoof, Zwaagdijk-Oost, en Onderdijk kan zien. Het ontwerp is afkomstig van J.F. van Heyningen en R.J.M. van de Ven.
Het gemeentelijk dundoek bleef tot 1 januari 2011 in gebruik, op die dag is de gemeente opgegaan in de gemeente Medemblik.

## Verwante afbeelding

Wapen van Wervershoof

Akersloot
· Andijk
· Anna Paulowna 
· Assendelft 
· Beemster 
· Bennebroek 
· Blokker 
· Broek in Waterland 
· Bussum 
· Callantsoog 
· Edam 
· Egmond 
· Egmond aan Zee 
· Egmond-Binnen 
· Graft-De Rijp 
· 's-Graveland 
· Haarlemmerliede en Spaarnwoude 
· Harenkarspel 
· Heerhugowaard 
· Hensbroek 
· Hoogwoud 
· Ilpendam 
· Jisp 
· Krommenie 
· Langedijk 
· Limmen 
· Marken 
· Midwoud 
· Monnickendam 
· Muiden 
· Naarden 
· Nederhorst den Berg 
· Nibbixwoud 
· Niedorp 
· Noorder-Koggenland 
· Obdam 
· Opperdoes 
· Schermer 
· Schermerhorn 
· Schoorl 
· Sint Maarten 
· Terschelling 
· Terschelling en Vlieland 
· Twisk 
· Venhuizen 
· Vlieland 
· Warmenhuizen
· Weesp
· Wervershoof 
· Wester-Koggenland 
· Westwoud 
· Westzaan 
· Wieringen 
· Wieringermeer 
· Wijdewormer 
· Wognum 
· Wormer 
· Wormerveer 
· Zaandam 
· Zaandijk 
· Zeevang 
· Zijpe